# فيشنياكوفسكيي داتشي
فيشنياكوفسكيي داتشي (بالروسية: Вишняковские Дачи) هي مدينة في مقاطعة موسكو أوبلاست في روسيا. يبلغ عدد سكانها حوالي 1793 نسمة.